# Ahatmilku
Ahatmilku (... – 1265 a.C. circa) fu una principessa del regno di Amurru, e divenne regina di Ugarit attraverso un matrimonio..

## Biografia
Ahatmilku era la moglie del re Niqmepa di Ugarit, e figlia adottiva di Niqmaddu II. Dimostrò di possedere non solo grandi ricchezze, ma anche una notevole influenza. Dopo la morte di suo marito, sostenne la successione al trono di Ammittamru II, ed esiliò due dei suoi figli a Cipro come punizione per esservi opposti, assicurandovi però un esilio dorato o comunque sufficiente a non ribellarsi alla sua decisione.